# Sergio & the Ladies
Sergio & the Ladies ist eine belgische Pop-Rock-Band, bestehend aus Sergio (eigentl.: Serge Quisquater, * 1965 in Löwen) und the Ladies, die drei niederländischen Sängerinnen Ibernice Macbean, Ingrid Simons und Jodi Pijper.

## Hintergrund
Sergio, der schon vorher Bekanntheit erlangte als männliche Hälfte des Duos Touch of Joy (zusammen mit der Sängerin Xandee) gewann 2002 zusammen mit „den Ladies“ den Eurosong, den flämisch-belgischen Vorentscheid zum Eurovision Song Contest 2002, mit dem Rocksong Sister. In Tallinn erreichten sie beim Wettbewerb den 13. Platz mit 33 Punkten.